# Trượt tuyết tự do tại Thế vận hội Mùa đông 2018 - Địa hình tốc độ nữ
Nội dung địa hình tốc độ nữ (ski cross) của môn trượt tuyết tự do tại Thế vận hội Mùa đông 2018 diễn ra vào ngày 22 và 23 tháng 2 năm 2018 tại Công viên Phoenix Bogwang, Pyeongchang, Hàn Quốc.

## Kết quả

### Phân hạt giống
Vòng phân hạt giống diễn ra vào lúc 10:00 ngày 22 tháng 2.
| Hạng | Số áo | Tên                      | Quốc gia                     | Thời gian | Kém      |
| ---- | ----- | ------------------------ | ---------------------------- | --------- | -------- |
| 1    | 13    | Marielle Thompson        | Canada                       | 1:13.11   | −        |
| 2    | 15    | Kelsey Serwa             | Canada                       | 1:13.33   | +0.22    |
| 3    | 9     | Brittany Phelan          | Canada                       | 1:13.56   | +0.45    |
| 4    | 1     | Sandra Näslund           | Thụy Điển                    | 1:13.58   | +0.47    |
| 5    | 12    | Fanny Smith              | Thụy Sĩ                      | 1:13.90   | +0.79    |
| 6    | 3     | Alizée Baron             | Pháp                         | 1:14.11   | +1.00    |
| 7    | 7     | Katrin Ofner             | Áo                           | 1:14.30   | +1.19    |
| 8    | 5     | Andrea Limbacher         | Áo                           | 1:14.71   | +1.60    |
| 9    | 6     | Sami Kennedy-Sim         | Úc                           | 1:14.97   | +1.86    |
| 10   | 16    | Sanna Lüdi               | Thụy Sĩ                      | 1:15.13   | +2.02    |
| 11   | 10    | India Sherret            | Canada                       | 1:15.48   | +2.37    |
| 12   | 14    | Marielle Berger Sabbatel | Pháp                         | 1:15.60   | +2.49    |
| 13   | 18    | Nikol Kučerová           | Cộng hòa Séc                 | 1:15.61   | +2.50    |
| 14   | 11    | Debora Pixner            | Ý                            | 1:15.72   | +2.61    |
| 15   | 4     | Anastasiia Chirtcova     | Vận động viên Olympic từ Nga | 1:15.83   | +2.72    |
| 16   | 19    | Talina Gantenbein        | Thụy Sĩ                      | 1:15.97   | +2.86    |
| 17   | 2     | Lisa Andersson           | Thụy Điển                    | 1:16.15   | +3.04    |
| 18   | 24    | Stephanie Joffroy        | Chile                        | 1:16.70   | +3.59    |
| 19   | 20    | Victoria Zavadovskaya    | Vận động viên Olympic từ Nga | 1:16.80   | +3.69    |
| 20   | 8     | Julia Eichinger          | Đức                          | 1:17.56   | +4.45    |
| 21   | 17    | Reina Umehara            | Nhật Bản                     | 1:17.81   | +4.70    |
| 22   | 23    | Emily Sarsfield          | Anh Quốc                     | 1:18.25   | +5.14    |
| 23   | 22    | Priscillia Annen         | Thụy Sĩ                      | 2:30.03   | +1:16.92 |
| 24   | 21    | Lucrezia Fantelli        | Ý                            | DNS       |          |

### Vòng đấu loại
Vòng đấu loại được tổ chức để tìm ra nhà vô địch.

#### Vòng 1/8
| Hạng | Số áo | Tên               | Quốc gia  | Ghi chú |
| ---- | ----- | ----------------- | --------- | ------- |
| 1    | 17    | Lisa Andersson    | Thụy Điển | Q       |
| 2    | 16    | Talina Gantenbein | Thụy Sĩ   | Q       |
| 3    | 1     | Marielle Thompson | Canada    |         |

| Hạng | Số áo | Tên               | Quốc gia | Ghi chú |
| ---- | ----- | ----------------- | -------- | ------- |
| 1    | 8     | Andrea Limbacher  | Áo       | Q       |
| 2    | 9     | Sami Kennedy-Sim  | Úc       | Q       |
|      | 24    | Lucrezia Fantelli | Ý        | DNS     |

| Hạng | Số áo | Tên                      | Quốc gia | Ghi chú |
| ---- | ----- | ------------------------ | -------- | ------- |
| 1    | 5     | Fanny Smith              | Thụy Sĩ  | Q       |
| 2    | 12    | Marielle Berger Sabbatel | Pháp     | Q       |
| 3    | 21    | Reina Umehara            | Nhật Bản |         |

| Hạng | Số áo | Tên             | Quốc gia     | Ghi chú |
| ---- | ----- | --------------- | ------------ | ------- |
| 1    | 4     | Sandra Näslund  | Thụy Điển    | Q       |
| 2    | 13    | Nikol Kučerová  | Cộng hòa Séc | Q       |
| 3    | 20    | Julia Eichinger | Đức          |         |

| Hạng | Số áo | Tên                   | Quốc gia                     | Ghi chú |
| ---- | ----- | --------------------- | ---------------------------- | ------- |
| 1    | 3     | Brittany Phelan       | Canada                       | Q       |
| 2    | 14    | Debora Pixner         | Ý                            | Q       |
| 3    | 19    | Victoria Zavadovskaya | Vận động viên Olympic từ Nga |         |

| Hạng | Số áo | Tên             | Quốc gia | Ghi chú |
| ---- | ----- | --------------- | -------- | ------- |
| 1    | 6     | Alizée Baron    | Pháp     | Q       |
| 2    | 22    | Emily Sarsfield | Anh Quốc | Q       |
|      | 11    | India Sherret   | Canada   | DNF     |

| Hạng | Số áo | Tên              | Quốc gia | Ghi chú |
| ---- | ----- | ---------------- | -------- | ------- |
| 1    | 7     | Katrin Ofner     | Áo       | Q       |
| 2    | 10    | Sanna Lüdi       | Thụy Sĩ  | Q       |
| 3    | 23    | Priscillia Annen | Thụy Sĩ  |         |

| Hạng | Số áo | Tên                  | Quốc gia                     | Ghi chú |
| ---- | ----- | -------------------- | ---------------------------- | ------- |
| 1    | 2     | Kelsey Serwa         | Canada                       | Q       |
| 2    | 15    | Anastasiia Chirtcova | Vận động viên Olympic từ Nga | Q       |
| 3    | 18    | Stephanie Joffroy    | Chile                        |         |

#### Tứ kết
| Hạng | Số áo | Tên               | Quốc gia  | Ghi chú |
| ---- | ----- | ----------------- | --------- | ------- |
| 1    | 9     | Sami Kennedy-Sim  | Úc        | Q       |
| 2    | 17    | Lisa Andersson    | Thụy Điển | Q       |
| 3    | 16    | Talina Gantenbein | Thụy Sĩ   |         |
| 4    | 8     | Andrea Limbacher  | Áo        | DNF     |

| Hạng | Số áo | Tên                      | Quốc gia     | Ghi chú |
| ---- | ----- | ------------------------ | ------------ | ------- |
| 1    | 5     | Fanny Smith              | Thụy Sĩ      | Q       |
| 2    | 4     | Sandra Näslund           | Thụy Điển    | Q       |
| 3    | 12    | Marielle Berger Sabbatel | Pháp         |         |
| 4    | 13    | Nikol Kučerová           | Cộng hòa Séc |         |

| Hạng | Số áo | Tên             | Quốc gia | Ghi chú |
| ---- | ----- | --------------- | -------- | ------- |
| 1    | 3     | Brittany Phelan | Canada   | Q       |
| 2    | 6     | Alizée Baron    | Pháp     | Q       |
| 3    | 14    | Debora Pixner   | Ý        |         |
| 4    | 22    | Emily Sarsfield | Anh Quốc |         |

| Hạng | Số áo | Tên                  | Quốc gia                     | Ghi chú |
| ---- | ----- | -------------------- | ---------------------------- | ------- |
| 1    | 2     | Kelsey Serwa         | Canada                       | Q       |
| 2    | 10    | Sanna Lüdi           | Thụy Sĩ                      | Q       |
| 3    | 7     | Katrin Ofner         | Áo                           |         |
|      | 15    | Anastasiia Chirtcova | Vận động viên Olympic từ Nga | DNF     |

#### Bán kết
| Hạng | Số áo | Tên              | Quốc gia  | Ghi chú |
| ---- | ----- | ---------------- | --------- | ------- |
| 1    | 4     | Sandra Näslund   | Thụy Điển | BF      |
| 2    | 5     | Fanny Smith      | Thụy Sĩ   | BF      |
| 3    | 9     | Sami Kennedy-Sim | Úc        | SF      |
| 4    | 17    | Lisa Andersson   | Thụy Điển | SF      |

| Hạng | Số áo | Tên             | Quốc gia | Ghi chú |
| ---- | ----- | --------------- | -------- | ------- |
| 1    | 3     | Brittany Phelan | Canada   | BF      |
| 2    | 2     | Kelsey Serwa    | Canada   | BF      |
| 3    | 10    | Sanna Lüdi      | Thụy Sĩ  | SF      |
|      | 6     | Alizée Baron    | Pháp     | DNF, SF |

#### Chung kết
Chung kết nhỏ
| Hạng | Số áo | Tên              | Quốc gia  | Ghi chú |
| ---- | ----- | ---------------- | --------- | ------- |
| 5    | 6     | Alizée Baron     | Pháp      |         |
| 6    | 17    | Lisa Andersson   | Thụy Điển |         |
| 7    | 10    | Sanna Lüdi       | Thụy Sĩ   |         |
| 8    | 9     | Sami Kennedy-Sim | Úc        |         |

Chung kết lớn
| Hạng | Số áo | Tên             | Quốc gia  | Ghi chú |
| ---- | ----- | --------------- | --------- | ------- |
| 1    | 2     | Kelsey Serwa    | Canada    |         |
| 2    | 3     | Brittany Phelan | Canada    |         |
| 3    | 5     | Fanny Smith     | Thụy Sĩ   |         |
| 4    | 4     | Sandra Näslund  | Thụy Điển |         |